# 13 (Blur-album)
 For alternative betydninger, se 13 (flertydig). (Se også artikler, som begynder med 13)
13 er det sjette studiealbum fra det britiske band Blur. Albummet blev udgivet den 15. marts 1999 og lagde afstand til bandets oprindelige britpop-lyd. Sangene var en blanding af eksperimentel og psykedelisk rock og elektronisk musik og fortsatte således tendensen fra bandets foregående studiealbum blur. 
Albummet blev indspillet fra juni til oktober 1998 i både London og Reykjavík. Albummet var produceret af William Orbit og var derved det første af bandets album, der ikke var produceret af produceren Stephen Street. Bandets medlemmer forklarede senere, at stemningen under optagelserne var dårlig og præget af medlemmer, der ikke mødte op, eller mødte fulde op, ligesom der var løbende skænderier mellem bandets guitarist Graham Coxon og sangeren Damon Albarn. Albummets tekster var mere mørke og eksperimentelle end tidligere og var blandt andet præget af Albarns brud med kæresten Justine Frischmann.
13 blev overvejende modtaget positivt af kritikere og gik direkte ind som nr. 1 på den britiske album-hitliste og modtog siden platin. Der blev udsendt tre singler fra albummet, "Tender", "Coffee and TV" og "No Distance Left to Run", der opnåede plads som nr. 2, 11 og 14 respektive på UK Singles Chart. Albummet blev nomineret som "Best Album" ved 2000 NME Awards og modtog i Danmark GAFFA-prisen som "Bedste Udenlandske Album".

## Indspilning og musikalsk stil
13 er Blurs første studiealbum uden Stephen Street, der havde produceret de fem foregående studiealbum. Bandet havde besluttet, at de i stedet ville have musikeren og produceren William Orbit til at producere albummet. Bandet var imponeret over Orbits remix af sangen "Movin' On", der året inden var blevet udgivet på albummet Bustin' + Dronin' (1998), der indeholdt remix og liveudgaver af gamle blur-sange.
Albarn har i et senere interview udtalt, at det var en vanskelig beslutning, men at bandet ønskede en producer, der ikke kendte bandet indgående.
Albummet blev indspillet i Studio Sýrland i Reykjavík og i Studio 13 i Mayfair Studios i London. Stemningen i studiet var dårlig og der var spændinger mellem bandet medlemmer, særlig mellem Damon Albarn og Graham Coxon, hvor Damon ønskede en mere eksperimenterende stil og Coxon en mere punk'et I dokumentarfilmen om bandet No Distance Left to Run fortalte trommeslageren Dave Rowntree, at indspilningerne var præget af, at bandets medlemmer udeblev fra studiet, mødte fulde op eller forlod studiet i vrede.
Materialet på 13 viser bandet på vej væk fra dets fortid som britpop-band og henimod en mere intellektuel tilgang til musikken. Nogle af sangene trækker dog på fortidens stil, som eksempelvis "Bugman", "Coffee & TV" og "1992". "1992" var oprindelig indspillet som en demo i 1992 og var herefter blevet glemt, indtil Damon fandt båndet seks år senere. Albummet er som andre Blur-album et løst konceptalbum, og 13 kredser om temaer inspireret af Albarns brud med sangerinden Justine Frischmann. 

## Cover
Pladecoveret er et uddrag af et oliemaleri, som Coxon malede i 1996 kaldet Apprentice. Tallene 1 og 3 er malet således, at de også danner et "B", hvilket på coverets bagside oplyses af være for "Blur". Tallet/bogstavet 13 var ikke på det originale maleri. 

## Udgivelse og modtagelse
På websitet Metacritic har 13 79 ud af 100 point baseret på 17 anmeldelser, hvilket svarer til "generelt positive anmeldelser". Tom Doyle fra magasinet Q omtalte 13 "et fortættet, fascinerende, idiosynkratisk og helstøbt art rock album", og en entusiastisk Brent DiCrescenzo fra Pitchfork skrev, at "Blur endelig har fundet en lyd, der passer til deres navn." Record Collector beskrev 13 som et "mesterværk, der står som bandets formentlig fornemste værk".
I mere blandede anmeldelser lagde andre anmeldere vægt på, at sangene forekom halvfærdige," og inkonsistente." Anmelderen Robert Christgau gav albummet tre stjerner og en generelt positiv anmeldelse, men anførte, at "halvvejs igennem sætter albummet sig solidt i "middle of the road" og vil ikke rokke sig derfra."

## Priser, nomineringer og optagelse på lister
13 blev nomineret til "Årets album" ved 2000 udgaven af NME Awards, hvor The Soft Bulletin med The Flaming Lips dog løb med prisen. 13 blev også nomineret til "Årets album" ved 1999 Mercury Prize.
I Danmark modtog 13 GAFFA-prisen for "Årets udenlandske album". 
13 er optaget på en lang række lister over "bedste album i 90'erne" og "bedste album", herunder nedenstående:
| Publikation             | Land    | Liste                                            | År   | Nr. |
| ----------------------- | ------- | ------------------------------------------------ | ---- | --- |
| Eye Weekly              | Canada  | Albums of the Year                               | 1999 | 19  |
| Metal Hammer            | UK      | The 200 Greatest Albums of the 90s               | 2006 | *   |
| Melody Maker            | UK      | Albums of the Year                               | 1999 | 2   |
| Mojo                    | UK      | Albums of the Year                               | 1999 | 22  |
| NME                     | UK      | Albums of the Year                               | 1999 | 19  |
| Pitchfork Media         | US      | Albums of the Year                               | 1999 | 10  |
| Pitchfork Media         | US      | Top Favorites Records of the 90s                 | 1999 | 82  |
| Pittsburgh Post-Gazette | US      | The Best of 1999                                 | 1999 | 1   |
| Q                       | UK      | Albums of the Year                               | 1999 | *   |
| Q                       | UK      | 250 Best Albums Q's Lifetime (1986–2011)         | 2011 | 98  |
| Rolling Stone           | Germany | Albums of the Year                               | 1999 | 3   |
| Select                  | UK      | Albums of the Year                               | 1999 | 11  |
| Spin                    | US      | 300 Best Albums of the Past 30 Years (1985-2014) | 2015 | 96  |
| Village Voice           | US      | Albums of the Year                               | 1999 | 45  |

## Sange på albummet
Alle tekster er skrevet af Albarn (bortset fra "Tender" skrevet af Albarn/Coxon og "Coffee and TV" skrevet af Coxon).
Alle kompositioner af Albarn / Coxon / James / Rowntree.
| Nr. | Titel                     | Længde |
| --- | ------------------------- | ------ |
| 1.  | "Tender"                  | 7:40   |
| 2.  | "Bugman"                  | 4:47   |
| 3.  | "Coffee & TV"             | 5:58   |
| 4.  | "Swamp Song"              | 4:36   |
| 5.  | "1992"                    | 5:29   |
| 6.  | "B.L.U.R.E.M.I."          | 2:52   |
| 7.  | "Battle"                  | 7:43   |
| 8.  | "Mellow Song"             | 3:56   |
| 9.  | "Trailerpark"             | 4:26   |
| 10. | "Caramel"                 | 7:38   |
| 11. | "Trimm Trabb"             | 5:37   |
| 12. | "No Distance Left to Run" | 3:27   |
| 13. | "Optigan 1"               | 2:34   |

| 14. | "I Got Law (Demo Version)" | 2:43 |

| 14. | "French Song"                                     | 8:20 |
| 15. | "All We Want"                                     | 4:32 |
| 16. | "Mellow Jam"                                      | 3:56 |
| 17. | "X-Offender (Damon/Control Freak's Bugman Remix)" | 5:38 |
| 18. | "Coyote (Dave's Bugman Remix)"                    | 3:50 |
| 19. | "Trade Stylee (Alex's Bugman Remix)"              | 5:58 |
| 20. | "Metal Hip Slop (Graham's Bugman Remix)"          | 4:16 |
| 21. | "So You"                                          | 4:11 |
| 22. | "Beagle 2"                                        | 2:54 |
| 23. | "Tender (Cornelius Remix)"                        | 5:23 |
| 24. | "Far Out (Beagle 2 Remix)"                        | 3:57 |
| 25. | "I Got Law (Demo)"                                | 2:42 |
| 26. | "Music Is My Radar"                               | 5:29 |
| 27. | "Black Book"                                      | 8:30 |
| 28. | "Caramel (Remix)" (Japan bonus track)             | 4:52 |

Bonus tracks notes
- 14 to 16 from "Tender" single (February 1999)
- 17 to 20 from "Coffee & TV" single (June 1999)
- 21 to 24 from "No Distance Left To Run" single (November 1999)
- 25 Bonus track from Japanese Version Of 13
- 26 and 27 from "Music Is My Radar" single (October 2000)

## Medvirkende
- Damon Albarn – sang, piano, keyboards, synthesizers, akustisk guitar, melodica, kor på "Coffee & TV"
- Graham Coxon – lead- og rytmeguitar, banjo, saxofon, sang på "Coffee & TV" og på Tender (med Albarn), kor
- Alex James – el-bas, kor
- Dave Rowntree – trommer, percussion
- The London Community Gospel Choir - kor på "Tender"
- Jason Cox - ekstra trommer på "Battle"
- Produceret af William Orbit og Blur, bortset fra "Trailerpark" produceret af Blur.
- John Smith, Jason Cox, William Orbit - teknik
- Gerard Navarro, Arnþór "Addi 800" Örlygsson og Iain Roberton - yderligere teknik
- Sean Spuehler, Damian LeGassick - ProTools programmering

## Hitlister
| Hitliste (1999)                    | Højeste placering |
| ---------------------------------- | ----------------- |
| Australian Albums Chart            | 12                |
| Østrigs albumhitliste              | 12                |
| Belgiens albumhitliste (Flandern)  | 22                |
| Belgiens albumhitliste (Wallonien) | 29                |
| Canadian Albums Chart              | 11                |
| Dutch Albums Chart                 | 60                |
| European Albums Chart              | 1                 |
| Finlands albumhitliste             | 17                |
| Frankrigs albumhitliste            | 12                |
| Tysklands albumhitliste            | 6                 |
| Islands albumhitliste              | 5                 |
| Irish Albums Chart                 | 1                 |
| Italiens albumhitliste             | 9                 |
| Japans albumhitliste               | 13                |
| New Zealand Albums Chart           | 2                 |
| Norges albumhitliste               | 1                 |
| Spaniens albumhitliste             | 10                |
| Sveriges albumhitliste             | 4                 |
| Schweizer Hitparade                | 12                |
| UK Albums Chart                    | 1                 |
| US Billboard 200                   | 80                |